# Dresden International University
Die Dresden International University GmbH (DIU) ist eine staatlich anerkannte private Hochschule mit Sitz in Dresden, die ausbildungs- und berufsbegleitende Bachelor- und Masterstudiengänge anbietet. Sie wurde 2003 als Tochtergesellschaft der TU Dresden Aktiengesellschaft (TUDAG) gegründet. Gründungspräsident war der ehemalige sächsische Ministerpräsident Kurt Biedenkopf, der bis zu seinem Tod im August 2021 als Ehrenpräsident fungierte. Seit Februar 2010 ist die DIU ein An-Institut der TU Dresden. Mit Stand Dezember 2023 ist Antonio Hurtado Präsident der Hochschule.

## Fachbereiche
Die DIU bietet staatlich anerkannte Bachelor- und Masterstudiengänge sowie Zertifizierungskurse in vier Fachbereichen an. In Gesundheitswesen, Medizin, Management und Ingenieurwesen erhalten Studierenden eine akademische Weiterbildung.

## Kooperationen & Netzwerke
Die Hochschule unterhält verschiedene Kooperationsbeziehungen zu internationalen Universitäten und zu verschiedenen Firmen, Verbänden und anderen Wissenschaftseinrichtungen.